# Halterofília als Jocs Mediterranis de 2018
La competició d'halterofília dels Jocs del Mediterrani de 2018 de Tarragona es va celebrar entre el 23 i el 27 de juny al pavelló esportiu de Constantí. La primera aparició d'aquest esport en els Jocs del Mediterrani va ser a Alexandria 1951 a Egipte.
La competició es va centrar en la competició masculina i femenina repartint la competició en diverses categories segons el pes dels participants.

## Medaller per categoria
| Categoria | Or                       | Plata                 | Bronze                |
| Homes     |                          |                       |                       |
| Arrencada |                          |                       |                       |
| 62 kg     | Ahmed Saad               | Erol Bilgin           | Josué Brachi          |
| 69 kg     | Daniyar Ismayilov        | Mirko Zanni           | Karem Ben Hnia        |
| 77 kg     | Mohamed Mahmoud          | Andrés Mata           | Celil Erdoğdu         |
| 85 kg     | Cristiano Giuseppe Ficco | Dimitrios Aslanidis   | Ramzi Bahloul         |
| 94 kg     | Ragab Abdalla            | Theodoros Iakovidis   | Saddam Messaoui       |
| 105 kg    | Gaber Mohamed            | Aymen Bacha           | Resul Elvan           |
| Dos temps |                          |                       |                       |
| 62 kg     | Ahmed Saad               | Erol Bilgin           | Michael di Giusto     |
| 69 kg     | Daniyar Ismayilov        | Moustafa Ibrahim      | Karem Ben Hnia        |
| 77 kg     | Mohamed Mahmoud          | Andrés Mata           | Celil Erdoğdu         |
| 85 kg     | Amar Music               | Ramzi Bahloul         | Dimitrios Aslanidis   |
| 94 kg     | Theodoros Iakovidis      | Ali Alhazzaa          | Manuel Sánchez        |
| 105 kg    | Gaber Mohamed            | Resul Elvan           | Majd Hassan           |
| Dones     |                          |                       |                       |
| Arrencada |                          |                       |                       |
| 48 kg     | Şaziye Erdoğan           | Anais Michel          | Alesssandra Pagliaro  |
| 53 kg     | Jennifer Lombardo        | Atenery Hernández     | Manon Camille Lorentz |
| 58 kg     | Konstantina Benteli      | Nouha Landoulsi       | Ayşegül Çakın         |
| 63 kg     | Ghofrane Belkhir         | Nuray Levent          | Irene Martínez        |
| 69 kg     | Sara Ahmed               | Giorgia Bordignon     | Milena Gianelli       |
| 75 kg     | Lidia Valentín           | Gaelle Nayo           | Rabia Kaya            |
| Dos Temps |                          |                       |                       |
| 48 kg     | Şaziye Erdoğan           | Anais Michel          | Heba Ahmed            |
| 53 kg     | Jennifer Lombardo        | Giorgia Russo         | Manon Camille Lorentz |
| 58 kg     | Ayşegül Çakın            | Konstantina Benteli   | Alba Sánchez          |
| 63 kg     | Nuray Levent             | Mahassen Hala Fattouh | Ghofrane Belkhir      |
| 69 kg     | Sara Ahmed               | Giorgia Bordignon     | Ília Hernández        |
| 75 kg     | Lidia Valentín           | Gaelle Nayo           | Dina Barakat          |

## Medaller per país
| Posició | País    | Or | Plata | Bronze | Total |
| 1       | Egipte  | 9  | 1     | 2      | 12    |
| 2       | Turquia | 6  | 4     | 5      | 15    |
| 3       | Itàlia  | 3  | 4     | 3      | 10    |
| 4       | Espanya | 2  | 3     | 5      | 10    |
| 5       | Grècia  | 2  | 3     | 1      | 6     |
| 6       | Tunísia | 1  | 3     | 4      | 8     |
| 7       | Croàcia | 1  | -     | -      | 1     |
| 8       | França  | -  | 4     | 2      | 6     |
| 9       | Síria   | -  | 1     | 1      | 2     |
| 10      | Líban   | -  | 1     | -      | 1     |
| 11      | Algèria | -  | -     | 1      | 1     |
| Total   | Total   | 24 | 24    | 24     | 72    |